# Tasmanophilus spenceri
Tasmanophilus spenceri är en mångfotingart som först beskrevs av Pocock R.I. 1901.  Tasmanophilus spenceri ingår i släktet Tasmanophilus och familjen storjordkrypare. Inga underarter finns listade i Catalogue of Life.